# Ncurses
ncurses（new curses）是一个程序库，它提供了API，可以允许程序员编写独立于终端的基于文本的用户界面。它是一个虚拟终端中的“类GUI”应用软件工具箱。它还优化了屏幕刷新方法，以减少使用远程shell时遇到的延迟。

## 历史
ncurses中的n来源于单词new。这是因为ncurses是System V第4.0版（SVr4）中curses的自由软件克隆, 而那又是停止开发的4.4 BSD curses的增强版。System V严格遵守了X/Open发布的XSI Curses标准。

### curses
1980年左右，加州大学伯克利分校为BSD操作系统开发了最初的curses库，以支持面向屏幕的游戏。它最初使用了termcap库，其他程序，如vi编辑器中也使用了这个库。
BSD curses库的成功促使贝尔实验室在他们的System III和System V第1版Unix系统中，发布增强的curses库。这个库功能更强大，而且它用terminfo代替了termcap。然而，由于AT&T的源代码分发政策，改进的curses库并没有被BSD社区广泛接受。

### pcurses
约1982年时，帕维尔·柯蒂斯（Pavel Curtis）开发了贝尔实验室curses的免费软件克隆，名为pcurses。它由其他人维护到了1986年。

### ncurses
1991年年底时，在Zeyd Ben-Halim的努力下，pcurses库得到了进一步改善。
1993年11月，新库以名字ncurses发布了，它的首个主版本为1.8.1。
随后版本1.8.8（1995）的工作由埃里克·雷蒙主导，他添加了Juergen Pfeifer编写的表单和菜单库。1996年起，它一直由Thomas E. Dickey维护。
大多数ncurses调用可以很方便地移植到旧的curses上。只需重新编译，System V的curses实现就可以支持BSD的curses程序。然而，一些地方却存在问题，如在处理终端缩放上，因为旧的curses没有对应的功能。

## 终端数据库
Ncurses可以使用terminfo（与可扩展数据）或termcap。其它curses的实现一般使用terminfo；少数使用termcap。有极少数实现（mytinfo是一个时间较久的例外）都可以使用。

## 许可
Ncurses是GNU计划的一部分。
它是极少数不在GNU GPL或LGPL下分发的GNU文件；它是在一个类似于MIT许可证的宽自由软件许可证下分发的。
这是由于在开发者指定版权时，协议是由自由软件基金会起草的。
在签署协议以将权利交给FSF时，有条款写道：

The Foundation promises that all distribution of the Package, or of any work "based on the Package", that takes place under the control of the Foundation or its agents or assignees, shall be on terms that explicitly and perpetually permit anyone possessing a copy of the work to which the terms apply, and possessing accurate notice of these terms, to redistribute copies of the work to anyone on the same terms.

本基金会承诺，在本基金会、或其控制的代理人或受让人中，所分发的任何本软件包，或“基于本软件包”的任何作品，应在条款中明确，永久允许任何人拥有一份适用此条款的作品副本，且在条款中明确声明，以相同条款重分发此作品。

据维护者Thomas E. Dickey说，这排除了以任何版本的GPL重授权程序，因为它会对链接到这个库的程序产生限制。

## 使用ncurses的程序
有成百的程序使用ncurses。一些程序，如GNU Screen和w3m，只使用termcap接口执行屏幕管理。另一些，如GNU Midnight Commander和YaST，使用curses编程接口。

### 编程介绍
- “Writing Programs with NCURSES（页面存档备份，存于）”，埃里克·雷蒙和Zeyd M. Ben-Halim
- ncurses Programming HOWTO（页面存档备份，存于）（PDF版本（页面存档备份，存于））
- ncurses Beginner's Tutorial
- A Hacker's Guide to NCURSES（页面存档备份，存于）

### 工具箱
- NDK++（页面存档备份，存于） C++开发工具包

### 语言绑定
- Ada95绑定（页面存档备份，存于）
- C#绑定
- ANSI Common Lisp绑定（页面存档备份，存于）
- Free Pascal绑定
- Go绑定
- GNU Guile绑定（页面存档备份，存于）
- Haskell绑定（页面存档备份，存于）
- Java绑定
- JavaScript绑定（页面存档备份，存于）
- Lua绑定（页面存档备份，存于）
- Node.js绑定（页面存档备份，存于）
- Perl绑定（页面存档备份，存于）
- PHP终端屏幕控制功能（页面存档备份，存于）
  - 在PHP中使用Ncurses
- Python绑定
- Ruby模块

### 分发和
- Ncurses package for Windows（页面存档备份，存于） – GnuWin32